# Syberia (seria)
| Gra        | GameRankings | Metacritic  |
| ---------- | ------------ | ----------- |
| Syberia    | 82,38% (PC)  | 82/100 (PC) |
| Syberia II | 79,38% (PC)  | 80/100 (PC) |

Syberia – seria komputerowych gier przygodowych typu wskaż i kliknij w konwencji steampunku stworzona przez Microïds. Polskim dystrybutorem dwóch pierwszych części jest Cenega, natomiast trzecią odsłonę wydało na rynek przedsiębiorstwo Cdp.pl.

## Seria

### Syberia
Amerykańska prawniczka Kate Walker przyjeżdża do miejscowości Valadilene, aby sfinalizować zakup fabryki mechanicznych zabawek przez amerykański koncern. Na miejscu okazuje się, że Anna Voralberg – osoba, która miała podpisać akt sprzedaży – nie żyje, a jedyny spadkobierca, Hans Voralberg, przebywa w Rosji. Kate próbuje go odnaleźć. Premiera gry miała miejsce 18 czerwca 2002.

### Syberia II
Gra kontynuuje bezpośrednio wydarzenia z części pierwszej. Kate i Hans udają się na mityczną wyspę Syberię, gdzie próbują spełnić marzenie Hansa z dzieciństwa, tj. zobaczenie mamutów. Premiera odbyła się 29 marca 2004.

### Syberia 3
W 2009 ujawniono, że w produkcji jest trzecia część serii. W listopadzie 2012 potwierdzono, że w pracach nad nią uczestniczy Benoît Sokal. W styczniu 2013 pokazano pierwsze grafiki koncepcyjne, a w sierpniu ogłoszono, że prace nad fabułą są na ukończeniu. Dodano, że za stworzenie ścieżki dźwiękowej ponownie odpowiedzialny będzie Inon Zur. W 2015 firma Microids pokazała nowe zrzuty ekranowe z trzeciej odsłony serii. Premiera Syberii 3 została zapowiedziana początkowo na 1 grudnia 2016, jednak 5 października studio poinformowało, że premiera gry opóźni się, ponieważ twórcy chcą bardziej dopracować program. Gra została wydana 20 kwietnia 2017 na platformy Windows, OS X, PlayStation 4, Xbox One, iOS, Android i Nintendo Switch. W polskiej wersji językowej głosu głównej bohaterki użyczyła Anna Dereszowska.
Próbując opuścić Syberię, Kate Walker prawie ginie na śnieżnym pustkowiu. Od śmierci ratuje ją plemię Jukoli, które poznajemy w poprzedniej części gry. Kate postanawia pomóc Jukolom i razem z nimi udać się w wyprawę, której celem jest doprowadzenie Śnieżnych Strusi do świętych ziem, gdzie mogą się rozmnażać. Wielka Migracja tych zwierząt jest bardzo ważnym wydarzeniem dla Jukoli, a władze kraju usiłują w nim przeszkodzić. Kate musi jednocześnie uciekać przed żołnierzami, którymi dowodzi Pułkownik, chcący odtransportować ją z powrotem do Ameryki, gdzie zostałaby niesłużnie oskarżona o wiele zbrodni, m.in. zamordowanie Hansa Voralberga (co wcale nie miało miejsca). W czasie rozgrywki poznajemy wiele nowych postaci i zwiedzamy nieznane nam dotąd lokacje, jak na przykład miasteczko Valsembor czy opuszczony Park Rozrywki w Baranour.

### Syberia: The World Before
19 sierpnia 2019 studio Microïds ujawniło, że od 18 miesięcy trwają prace nad czwartą odsłoną przygód Kate Walker. Zgodnie ze słowami wiceprezesa przedsiębiorstwa, tytuł pozwoli graczom na dowiedzenie się więcej o głównej bohaterce serii oraz ponowne zanurzenie się w klimacie poprzedniczek. Ujawniono też pierwszą grafikę promującą grę. 8 października 2020 wydany został darmowy prolog gry, a 19 sierpnia 2021 opublikowany pierwszy zwiastun, zapowiadający datę premiery na 10 grudnia 2021. Ostatecznie premiera została przesunięta na 18 marca 2022 roku.